# Мартин Риггс
Ма́ртин Риггс (англ. Martin Riggs) — главный герой кинотетралогии «Смертельное оружие», вымышленный лос-анджелесский полицейский работающий в отделе убийств, страдающий «вьетнамским синдромом», социопат с ярко выраженными суицидальными наклонностями, — как охарактеризовал его кинокритик Дэйв Кер.
Мартин Риггс шестой в списке 20 лучших кинополицейских всех времён, по списку, составленному британским киножурналом «Empire» в 2007 году.
Роль Мартина Риггса исполнили Мел Гибсон в серии фильмов и Клейн Кроуфорд в телесериале. Роль стала одной из самых известных в карьере Гибсона.

## Ранняя биография
О прошлом Мартина, до работы в полиции, в частности о его молодости и детстве, практически ничего неизвестно. Известно что он увлекался подводным плаванием и подводной охотой с гарпуном. Профессор Андерсонского университета доктор Фред Бёрнетт считает, что фильм открывает зрителям достаточно, чтобы сформировать представление о прошлом Риггса, как «о прошлом неприкаянного искателя приключений»
Известно, что он ветеран Вьетнамской войны и Войны в Лаосе. Доподлинно неизвестно, сам ли он призвался в действующую армию, или же был призван. Он попал в Силы специального назначения — военную элиту — в составе которых он и прошёл через все ужасы вьетнамской, а затем лаосской войны. Попав во Вьетнам в 1969 году, в составе сил специального назначения, он участвовал в длительной контр-партизанской операции «Феникс», где в группе ликвидаторов под оперативным командованием сотрудников Центрального разведывательного управления США занимался поиском и уничтожением гражданского населения Южного Вьетнама, заподозренного в помощи или симпатии к коммунистическим партизанам. То, через что ему пришлось пройти во Вьетнаме, а затем в Лаосе, по мнению Фреда Бёрнетта, можно описать одним словом — «мясорубка». Армейские годы принесли ему не только психические болезни, кроме этого он получил необходимые знания и навыки, которые пригодятся ему позже, в борьбе с преступностью. Комментируя сцену со снайпером на школьном дворе, нью-йоркский кинокритик Деннис Камлек пишет, что 6 или 7 человек во всём мире, кроме самого Риггса, способны повторить такой выстрел.

### Последствия войны

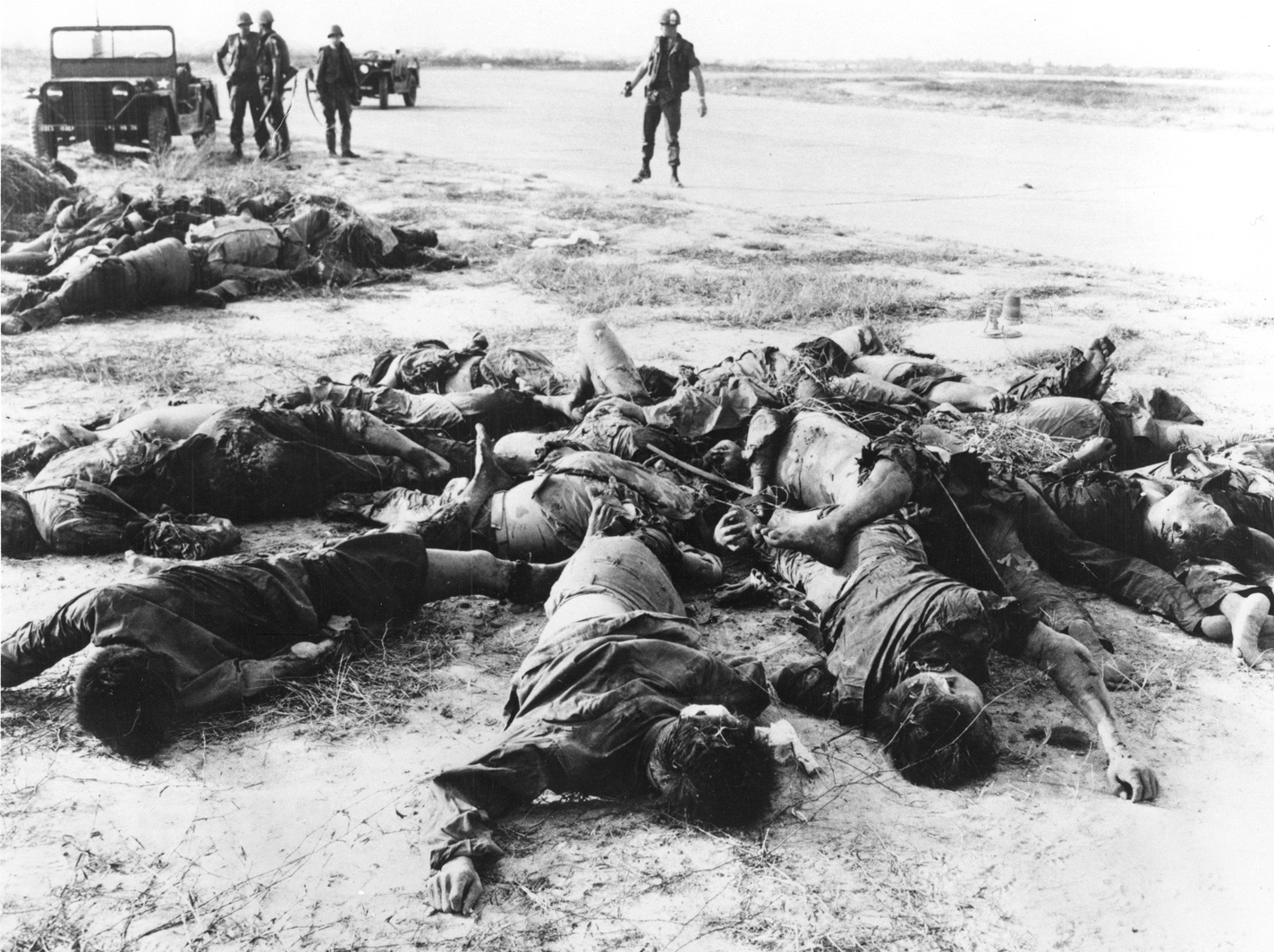
Риггс прошёл через всю бойню Вьетнама и Лаоса

Бессловесная сцена в трейлере, показывающая Риггса, сидящего с «Береттой» во рту перед фотографией его погибшей жены, является, по мнению британского искусствоведа Дары Маркс, наиболее запоминающимся моментом во всём фильме и без лишних слов повествует зрителю о причинах, по которым Риггс систематически пытается свести счёты с жизнью. Что весьма отличает сам фильм от других фильмов, построенных вокруг суицидальной тяги главного героя, так это то, что сюжетообразующая дилемма преследует главного героя без ущерба для динамичности самого фильма. Духовные искания Риггса не превращают фильм в драму, оставляя его таким же захватывающим действом. Опасения его напарника — Мэрта подтверждаются, когда он наблюдает за тем, как Риггс, вызвавшийся «спустить вниз» с крыши муниципального здания потенциального самоубийцу, приковывает его наручниками к себе и спрыгивает с карниза. К счастью на земле их ждёт воздушная подушка, заблаговременно установленная подъехавшими спасателями. И следующая сцена в пустой закусочной, где Риггс снова едва не сводит счёты с жизнью из табельного револьвера «Smith & Wesson» своего напарника Мэрты, лишь укрепляет последнего в мысли: «Нет, он не блефует ради досрочной комиссии из полиции. Он и в правду псих!».
Фред Бёрнетт считает, что бездуховные, антирелигиозные и деструктивные (даже скорее суицидальные) концепции, которые были вложены создателями фильма в Риггса, взяты не с потолка, и первым делом в этой связи на ум приходят Ницше и Камю. В поступках Риггса нет надежды, ни в обыденном, ни в метафизическом, ни в трансцендентальном понимании (в смысле, он делает свою работу не ради какого-либо признания, без надежды на какую-либо следующую жизнь, и не уповая на то, что когда-нибудь потом его именем назовут какой-нибудь лос-анджелесский переулок). Нельзя сказать что он единожды принял решение во что бы то ни стало работать, чтобы таким образом отвлечь себя от мыслей о самоубийстве — нет, это нелёгкое решение он принимает каждое утро, когда просыпается. От Ницше, налицо воплощение идеи о сверхчеловеке, выражающееся в бездуховности Риггса, его жизни без опоры на Бога, опираясь лишь на собственные силы. А самоубийственные наклонности — здесь лишь символическое средство отрицания метафизической основы бытия, загробной жизни или какого-либо промыслительного космического плана в отношении всех и каждого. Нравственно-философские концепции Ницше в данном контексте тесно переплетаются с идеями другого немецкого философско-религиозного деятеля — Бонхёффера. В частности, их обоих объединяет мотив опоры на собственные силы. От Бонхёффера, как убеждён Бёрнетт, также почёрпнуто мессианское влечение к смерти, которое возвышает Риггса чуть ли не до уровня Мессии, на его последнем пути в Иерусалим. Если же говорить словами Камю, то он — классический «человек абсурда», для которого самоубийство является главным философским ответом на все вопросы, а удерживает его от этого шага лишь его работа — служба в полиции.

## Служба в полиции
Признавая, что на момент знакомства зрителя с героем работа для него — это единственная соломинка, за которую он пытается держаться, нужно учитывать и то, что сама эта работа абсолютно неблагодарна по отношению к нему. Его нигде не любят, все начальники стремятся от него поскорее избавиться — начальник отдела по борьбе с наркотиками стремится побыстрее «спихнуть» его в отдел убийств. Большинство коллег считают его психопатом, некоторые даже думают, что это он так притворяется ради того, чтобы комиссоваться из полиции с «психопенсией». Да, все признают его высокую эффективность как полицейского и высоко оценивают его способ действия во всяких нештатных ситуациях — он смеётся в лицо смерти в прямом и переносном смысле — но никто не желает находиться с ним рядом в этот момент. И никто в итоге не желает с ним работать, включая Мэрта, который считает своего нового напарника Наказанием Господним, а сам лишь причитает: «Теперь я — покойник, я покойник…».
Действие первого фильма серии разворачивается в 1987 году. К этому моменту прошло уже три года с момента гибели его жены — Виктории Линн Риггс (†1984). Риггса, после очередного нервного срыва, произошедшего с ним прямо во время контрольной закупки партии кокаина и последовавшего за ней захвата наркоторговцев, — этот захват, в очередной раз, чуть было не стал для Риггса последним в его жизни, — переводят из отдела по борьбе с наркотиками в отдел по расследованию убийств. В убойном отделе также не сильно рады такому «подкреплению», и начальник отдела капитан Эд Мёрфи (Стив Кэхэн) решает, чтобы не накалять и без того напряжённую обстановку в коллективе розыскников, приставить Риггса в напарники к пожилому, уже отсчитывающему последние дни до пенсии детективу Мэрта. Чем это обернётся, в тот момент не знает ни Риггс, ни Мэрта, ни их начальник.
Учитывая предыдущую армейскую подготовку Мартина, его блестящие снайперские умения, а также его неслабые навыки рукопашного боя, Мэрта иронизирует, что Департаменту полиции Лос-Анджелеса стоило бы зарегистрировать Риггса в качестве «смертельного оружия», подразумевая что эти умения, вкупе с суицидальными наклонностями и саморазрушению, превращают Риггса в смертельную угрозу, как для самого себя, так и для окружающих. Мэрта — образцовый полисмен и примерный семьянин на пороге осуществления давнишней мечты о тихой, пригородной жизни. Как было удачно сказано в одном из анонсов: «Мэрта носит с собой оружие… Риггс сам им является», — здесь, как считает Фред Бёрнетт, к их портрету нельзя ничего ни добавить, ни убавить. Мэрта держится за свой образ жизни, ему есть что терять. Риггс, наоборот, ведёт себя так, словно терять ему нечего. Как отмечает доцент кафедры английского языка и литературы Коннектикутского колледжа Дэвид Гривен, Риггс один как Три балбеса, к которым приплюсовали суицидника и садомазохиста — настоящий бич для своего чернокожего напарника.

### Роджер Мэрта

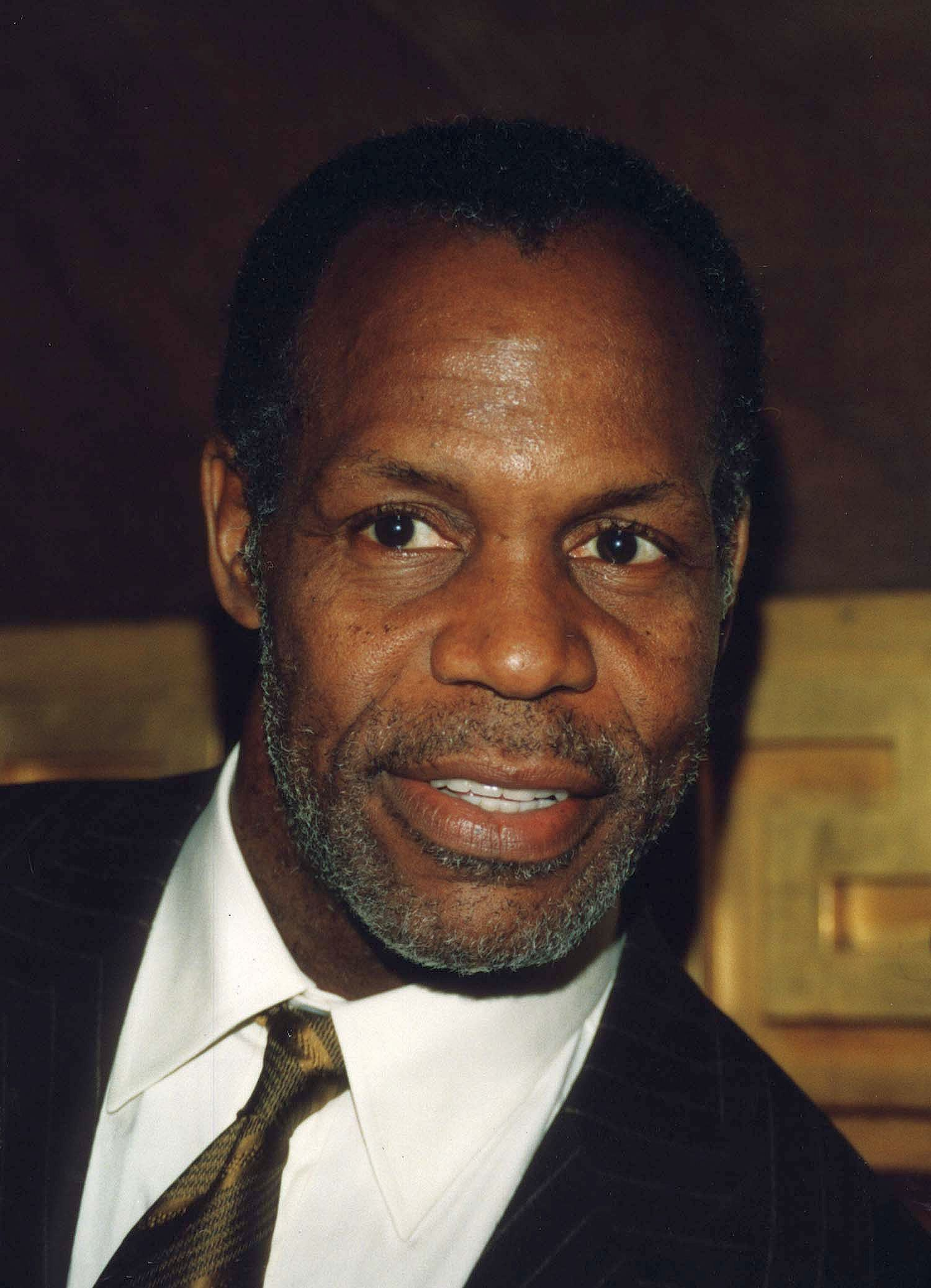
Дэнни Гловер, исполнитель роли Роджера Мёрта

«Разительный контраст между ними создан с самого начала первого фильма, — отмечает Фред Бёрнетт, — пригородный Эдем, в котором обитает Мэрта со своим семейством — образцовый гражданин и примерный семьянин, и бичёвская халупа волка-одиночки Риггса — по которой он перемещается в чём мать родила, от дивана с неумолкающим телевизором (по которому непрерывно идут мультики „Багс Банни“) до холодильника, в котором шаром покати, дышит пивным перегаром и завтракает сигаретным дымом, словом являет собой скатившегося на самое дно жизни, опустившегося человека. Роднит их двоих только одно обстоятельство, которое зрителю открывают не сразу, — по странному стечению обстоятельств они оба работают в лос-анджелесском полицейском департаменте. И из-за того, что первое время зритель находится в неведении, он вполне может решить для себя, что Риггс отрицательный персонаж — все предпосылки на это указывают. Во всяком случае, Мэрта, увидев в здании полицейского управления нестриженного бродягу с „Береттой“, именно так и решает. У Мэрта, в отличие от Риггса, несколько иные приоритеты — дожить до пенсии — прожить последнюю неделю, отделяющую его жизнь полицейского детектива от жизни полицейского пенсионера, чтобы вдоволь пожить нормальным существованием.
Образ нигилистического героя заключается в том, что безбожник Риггс курит, пьёт, ругается матом, спит голышом, непереборчив в питании, никогда не делает даже зарядку, и, что, пожалуй, самое главное, — в грош не ставит свою жизнь. Пожилой Мэрта, напротив, следит за собой: делает зарядку, правильно питается и вообще старается держать себя в форме (хотя, учитывая возраст, это не всегда у него получается — достаточно вспомнить лишь сцену с вооружённым бомжом в полицейском управлении, чтобы понять, что более молодой экс-спецназовец Риггс, несмотря на свой разрушительный для здоровья образ жизни, ещё даст фору своему пожилому напарнику).
Мэрта, в свою очередь, как может пытается диссоциировать себя со своим новым напарником — просит у начальства назначить к нему кого-нибудь другого, пытается утихомирить разбушевавшегося Риггса, поговорить с ним о Вьетнаме, в конце концов, ведь они оба там были. В итоге ничего не помогает — война разгорается в Лос-Анджелесе и окрестностях.
В боевиках восьмидесятых, помимо самих ветеранов с их проблемами реабилитации, присутствует и нравственная категория долга как движущей силы. Степенный рядовой запаса Мэрта с его коронным высказыванием: „Я слишком стар для этого …“, и его напарник — снайпер контр-партизанского отряда Риггс, с причёской а-ля „взрыв на макаронной фабрике“, оба ведомые чувством долга, — пишет редактор ежеквартального медицинского издания о психических заболеваниях и социальных проблемах ветеранов, психолог из Сиэтла Эммет Эрли. И несмотря на то, что в начале своего знакомства они меряются своей „потенцией“, сравнивая 9-мм „Беретту“ Риггса с 4" „Смитом“ Мэрта, — что также глубоко символично, — они, тем не менее, продолжают каждый выполнять свой долг».
Контраст между героями проявляется, среди прочего, в том, что Мэрта — домовитый семьянин, который заботится о семейном имуществе, о доме и о машине супруги, на которой им с напарником доводится преследовать преступников (и которая к концу второго фильма превращается в металлолом), в отличие от неприкаянного и безрассудного Риггса.
«Риггс всячески подчёркивает свою мужественность, недовольно ворча что-то про „педиков“ сбрасывает с себя Мэрта, когда тот попытался было затушить собой воспламенившуюся после взрыва близлежащего дома куртку своего напарника. Разрешает он себя обнять лишь когда умирает (это впрочем оказывается очередным розыгрышем — ранения были не смертельными). Во всём подчёркнуто его стремление быть круче своих коллег, ведь даже само по себе его имя имеет мужественное звучание, — убеждён сценарист Шейн Блэк, как и в том, что здесь определённую роль сыграло магическое правило фильмов, начинающихся на „L“». По мнению завкафедрой философии лос-анджелесского Колледжа Маунт Сэйнт Мери Ванды Тэйз, единственной сценой, в которой Риггс демонстрирует своё истинное отношение к напарнику без притворства и напускной задиристости, является эпизод с бомбой в втором фильме, когда ничего не подозревающий Мэрта оказался заложником в собственной ванной. Тогда же расчувствовавшийся до слёз Риггс впервые поведал, насколько важна для него их дружба, и сам обнял дорогого сердцу напарника, чтобы затем броситься вместе с ним в сторону от эпицентра взрыва, а тем временем особняк, за который так держался Мэрта все эти годы, и всё, что было нажито непосильным трудом, взлетело на воздух. И снова, только лишь миновала взрывная волна, Риггс опять заводит старую пластинку: «Слезь с меня, старый развратник!», — так, будто бы их жизнь только что не висела на волоске.
«Мэрта — положительный чернокожий персонаж — привносит элемент родительского надзора в действия его одинокого белого друга, — пишет историк афроамериканского „чёрного“ кино Дональд Богл. — Чёрный персонаж в данном случае — символ стабильности, со стороны напоминающий Билла Косби. А реализованную „американскую мечту“ в фильме, как ни странно, воплощает негритянское семейство» Старшая преподаватель факультета киноискусства Восточно-английского университета Ивонн Таскер пишет в этой связи, что для создания противовеса либеральной Америке восьмидесятых в качестве образа врага в фильмах берётся апартеидная Южная Африка. Здесь, по мнению Шерон Уиллис, имеет место попытка «скинуть» расизм за границу, подразумевая, что в Штатах никакого расизма нет, а корень зла произрастает в Южной Африке.
Обозреватель Американского журнала кино и телевидения Кристофер Эймс усматривает единство сюжетной линии между «Смертельным оружием» и фильмами «Огонь на поражение» и «Крепкий орешек» — во всех этих фильмах предстаёт образ «одичавшего» белого и «одомашненного» чёрного мужчин. Из этой спайки первый «очеловечивается» и вновь возвращается в общество, а второй словно бы заново открывает в себе забытые воинственные инстинкты. Этот сюжет является перевёрнутым с ног на голову кинематографическим воплощением довольно старой американской литературной традиции о белом изгнаннике и чёрном дикаре. «Вот уж точно, прочитай это до того, как Голливуд это экранизирует. У других актёров, — как отмечает обозреватель ряда киножурналов  и преподаватель теории киноискусства при Университете Лойола Мэримаунт Эрик Лихтенфельд, — всё, как правило, наоборот. Достаточно вспомнить фильмы с Норрисом, Сигалом, Ван Даммом — где белый человек обучается бойцовским качествам у какого-либо „цветного“, зачастую азиатского, туземца».
Как отмечает доцент кафедры культурологии при Рочестерском университете Шерон Уиллис, Мэрта — отеческий персонаж во всех смыслах. "В то время как тело Риггса само по себе является «смертельным оружием», его друг Мэрта, с его корсетами и подтяжками, никогда не выглядит сколь-нибудь смертельным. И хотя роль наставника закреплена за ним как за более пожилым человеком, Риггс тоже менторствует в определённой степени и то и дело подначивает «старика» вспомнить молодость, показать свои стрелковые навыки. Именно такой: благодушный и пожилой образ чернокожего полисмена, который стреляет лишь когда стрельбе нет иной альтернативы, является типажом, востребованным белой публикой, которая и составляет преимущественное большинство зрителей. Такой типаж убеждает публику в том, что чёрные будут ещё более преданно и ответственно служить американским порядкам, чем белые, " — пишет доцент кафедры английского языка и литературы Вашингтонского университета Сьюзан Джеффордс.
«Вообще само начало фильма и сцена с вооружённым бомжом в управлении (а Риггс и одет как бомж, и выглядит не лучше) — момент их знакомства друг с другом — как нельзя лучше иллюстрирует это утверждение — белый человек здесь показан не просто как обуза, а скорее даже как угроза порядку. На самом деле, — как убеждена профессор литературы Дюкского университета Робин Уигман, — этот кинематографический ход — заранее противопоставить двух ключевых персонажей — предназначается не только для того, чтобы держать зрителя до поры в подвешенном состоянии относительно персоны главного героя, но и для того чтобы придать ещё больший контраст их отношениям с момента знакомства и по самые титры — их возрастающее уважение друг к другу и почти что семейную привязанность».
У них е́сть общие качества: пролетарскими героями — выходцами из рабочей среды — называют Риггса и Мэрта писательницы Бронвин Уильямс и Эми Зенгер. По мере их знакомства оказывается, что у них гораздо больше общего, чем можно было себе представить изначально. Мэрта, как и его напарник Риггс, также является ветераном Вьетнама, и, как точно подмечено в фильме, они оба сменили одни джунгли и одну войну, на другие, «каменные джунгли», и другую, невидимую войну — войну с преступностью. По мнению Фреда Бёрнетта, место этой войны и одновременно место действия всех фильмов — Лос-Анджелес — было подобрано очень удачно, так как окажись на месте многомиллионного мегаполиса какой-нибудь маленький городишко, вроде полуторатысячного Дейливилля, то основная идея фильма просто не «пошла», не сработала бы.
«Итак, они нашли между собой много общего. Определённое время после того, как они окончательно сдружились, Риггс даже жил дома у семейства Мэрта. За три фильма происходит процесс постепенной спайки их в неразделимый тандем, в котором каждый из них готов без раздумий отдать жизнь за другого — почти что утопичная мужская дружба, без оглядки на возраст и цвет кожи, — гендерная общность и обоюдная преданность к их рискованной работе отметают саму возможность их деления на „белого“ и „чёрного“, — пишет один из крупнейших американских специалистов в области межрасовых и межэтнических отношений, почётный профессор Флоридского университета Эрна́н Вера́. — Первый раз, когда этот „цветной вопрос“ поднимает сам Мэрта — в четвёртом фильме, когда узнаёт от Риггса, что его дочь Риана беременна. В шоке от услышанного, заботливый отец Мэрта лишь спрашивает: „Он хоть чёрный?“, — подразумевая отца её ребёнка — своего будущего зятя, на что Риггс лишь пожимает плечами: „Откуда я знаю?“, и молча переводит взгляд на вооружённого преступника в сварочной маске, дескать: „Угадай, он чёрный или белый?“. И тут наступает второй раз, когда Риггс сам обнимает своего друга за всё время их знакомства — чтобы поддержать его, в прямом и переносном смысле — старик Мэрта словно потерял опору под ногами, услышав эту новость. Так или иначе, метисации не дано случиться, и отцом ребёнка оказывается их молодой коллега, чернокожий детектив Ли Баттерс (Крис Рок), но сама готовность новоявленного дедушки Мэрта защищать жизнь своего внука, каким бы он ни родился, белым или чёрным, уже говорит о том, что он готов принять от судьбы в подарок зятя любого цвета кожи». «Смертельное оружие 3» снималось во время массовых негритянских беспорядков в Лос-Анджелесе, и ни для кого не было секретом, с каким хаосом столкнулся Лос-анджелесский полицейский департамент на разгромленных улицах, поэтому в четвёртой части расовые моменты, в особенности — расовая принадлежность преступников, очень тщательно заретушированы. Именно поэтому преступник, сеющий хаос на лос-анджелесских улицах в начале фильма, подобно средневековому рыцарю, закупорен с ног до головы в броню, чтобы никто не мог определить даже его цвета кожи. «Разумеется, — продолжает Вера, — во всех фильмах „Смертельное оружие“ все эти, потенциально опасные, расовые моменты преподнесены в фантазийном свете: дружба Риггса и Мэрта очень напоминает приятельские отношения Гекльберри Финна и беглого раба Джима». По мнению Вера, это фантазийное режиссёрское видение ситуации прямо противоположно реальности, так как в реальности до сих пор далеко не всё так гладко. "Основное послание создателей картины к зрителям: идеализированная дружба чёрной и белой расы должна быть принята ими такой, какой она показано в фильме, " — заключает свою мысль Вера.

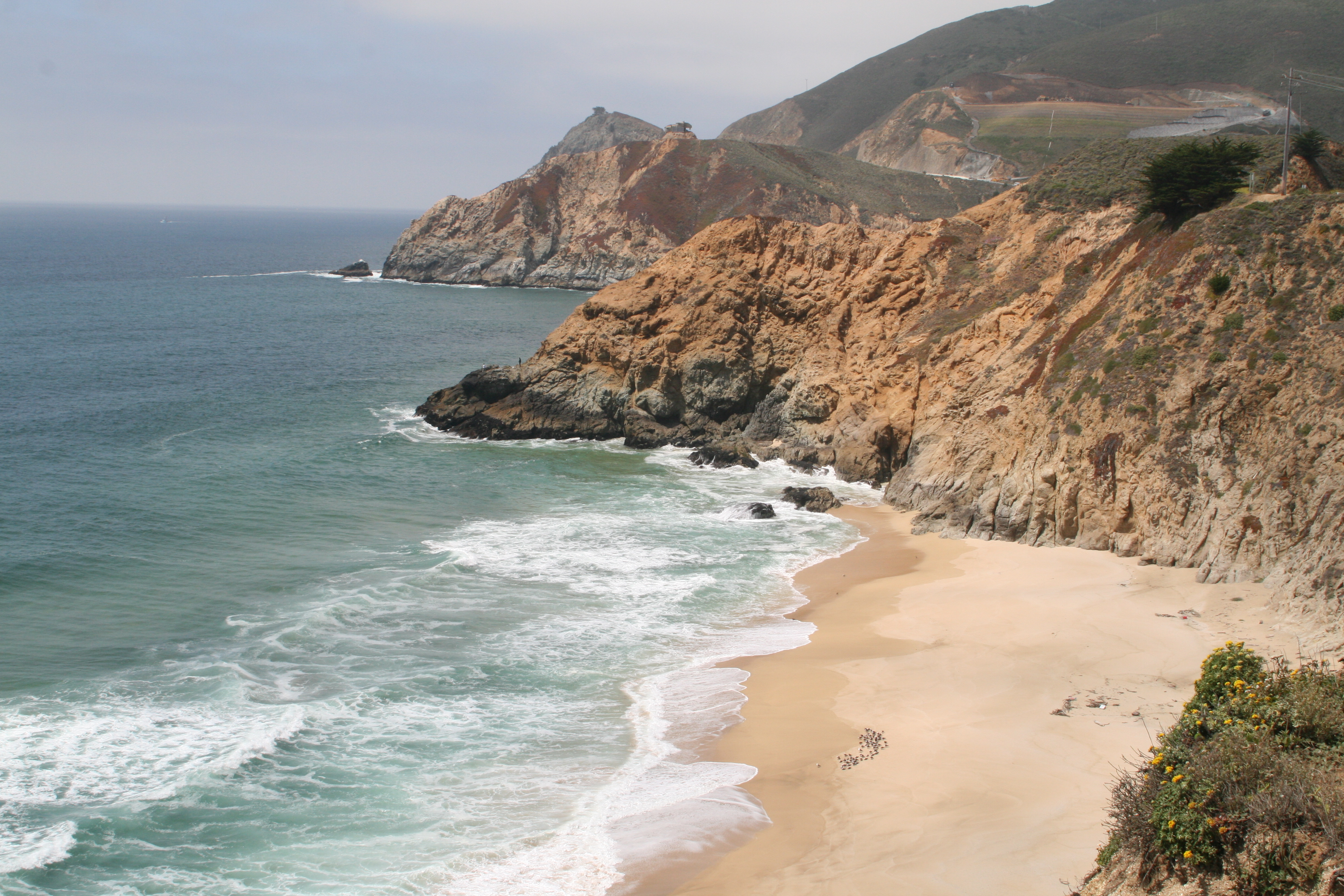
Пляж у тихоокеанского прибрежного шоссе — место жительства Риггса. Этот край географии держит Риггса за гранью общества и за гранью здравого смысла. По-настоящему он чувствует себя дома, находясь в семейном гнезде своего друга Мэрта, а не в своём одиноком трейлере на тихоокеанском берегу

Завкафедрой афроамериканских исследований Йельского университета, профессор Хейзел Карби уверена, что отношения, построенные на равенстве обоих друзей (а иначе не было бы и дружбы), возможны благодаря десегрегации американских вооружённых сил и общему военному прошлому двух ключевых персонажей. По злой иронии судьбы Мэрта стал свободным человеком не тогда, когда чего-то там добилось движение за права человека в континентальной Америке, а когда сам стал инструментом американской колонизаторской политики в Юго-Восточной Азии, так что парадокс, но дружба их, по сути дела, родилась за пределами Соединённых Штатов, хоть и познакомились они друг с другом уже гораздо позже. И вьетнамское прошлое для них — основа равенства и взаимоуважения. В первом фильме, как уже говорилось, режиссёр Ричард Доннер превратил Лос-Анджелес в «малый Вьетнам», в каменных джунглях которого разгорается сражение между ветеранами. Даже обильно залитый водой из гидранта газон перед домом Мэрта, и тот напоминает собой вьетнамские рисовые поля, на которых сошлись в смертельной схватке Риггс и зловещий мистер Джошуа. Во втором фильме серии герои выступают как защитники нации, и когда Риггса называют «негролюбом» — после такого оскорбления ему уже не надо доказывать зрителям свою антирасистскую жизненную позицию. Если в фильмах и нет места расизму, то уж точно есть место «предательству» — а именно так, не иначе как предательством считает Риггс планы своего чернокожего коллеги об уходе на пенсию.
Дуэт Риггса и Мэрта во многом напоминает актёрские дуэты в ранних звуковых комедиях — герой получает в помощники свою противоположность: если один из детективов старше и сдержаннее, то второй обязательно будет моложе и наглее; если один закалённый в боях и очерствевший «тёртый калач», то второй, непременно, добряк, которого приходится тащить за шиворот; ну и наконец, если один белый, то другой будет чёрным. Такие комбинации, по мнению Эрика Лихтенфельда, согласуются с общей идеей фильмов «экшн».
«Кроме того, их дуэт напоминает Роберта Калпа и Билла Косби в сериале 1960-х „Я шпионю“, — пишет кинообозреватель журнала „Jet“ Клэренс Уолдрон. — И Гловер и Гибсон, оба с давних пор являлись поклонниками творчества друг друга, и были не прочь поработать вместе на съёмочной площадке (примечательно что персонаж Гловера, вообще изначально задумывался как белый американец, которого должен был играть популярный белый актёр Ник Нолти, идея сделать его негром пришла к создателям фильма значительно позже). Они впервые встретились на венецианской биеннале, куда Гловер приехал вместе с партнёрами по „Сильверадо“, а Гибсон со своим „Бешеным Максом“, где оба высказали вслух идею сняться вместе, только тогда ещё ни один из них не знал, что́ же это будет за лента».
"Из-за того, что персонаж Риггса, по своим личным качествам, является настолько выдающимся на фоне других персонажей картины, очень часто можно встретить предположения что он один является главным героем фильма, — пишет Дара Маркс, — оба детектива, несомненно, выглядят смелыми людьми. Но у обоих свои страхи. Страх жизни у Риггса и страх смерти у Мэрта уравновешивают друг друга, являются двумя сторонами одной и той же медали. Эти видимые отличия и невидимые сходства делают их обоих главными героями. И невозможность повторить и превзойти успех первой картины кроется в том, что никто из сценаристов не смог ухватить той глубины альтер эго в этой крепкой мужской дружбе. Здесь, в какой-то степени, прослеживается сходство с «Африканской королевой» (1951) режиссёра Джона Хьюстона. Подобно Роуз и Чарли, главные герои должны либо преуспеть, научившись доверять и уважать друг друга, став единым целом — неразлучным дуэтом, либо же они обречены на провал. Единство и борьба противоположностей в данном контексте рождают одну, единую и несокрушимую силу. И не окажись рядом Мэрта, не было бы и Риггса. Вывод: Их тандем был неизбежен ещё до их встречи."
«Для их спайки, а равно и для самого фильма, характерны как стремление к расовому равенству, что воплощается в социальной устроенности Мэрта на фоне неустроенности Риггса, так и рейгановская меритократия, которую, применительно к данному фильму, да и к американскому обществу в целом, можно выразить следующими словами: „Мне всё равно какого цвета мои подчинённые, главное — чтобы они беспрекословно мне подчинялись“, — пишет преподаватель религиоведения при Калифорнийском университете в Сакраменто Филип ДиМарэ, — также можно говорить о режиссёрской попытке восстановить на экране патриархальный уклад, который, в свою очередь, попадает под прицел коварных наркодилеров, когда те похищают дочь Мэрта, и, таким образом, посягают, не больше и не меньше, на сам институт семьи. „Смертельное оружие“ сфокусировано на борьбе с городской преступностью, в первую очередь — на борьбу с наркомафией, что является ещё одним отзвуком эпохи Рейгана, который называл наркотики угрозой для семьи и американского общества. Поэтому сам фильм можно охарактеризовать как кинематографическую Войну с наркотиками, которая не только ставит в упрёк либеральное попустительство преступности, но и пропагандирует недвусмысленное обывательское отношение к закону и порядку — другой нравственный концепт эпохи Рейгана. Ну и, само собой, как продолжение приключенческого жанра, „Смертельное оружие“ можно рассматривать как „урбанистический вестерн“, где город заменил собою прерию, сохранив при этом все признаки фронтира — цивилизация, в данном случае, „отступила“, а в городке, который захлестнула бандитская волна, появляются два стрелка, которые воплощают собой закон».
Тем временем, начиная с самой их встречи, к Мэрта также возвращается «его» Вьетнам — дочь армейского приятеля погибла при невыясненных обстоятельствах, и Мэрта берётся расследовать это дело во что бы то ни стало. Чтобы прибавить вьетнамской симметрии, двум честным полицейским-ветеранам, противостоят тоже ветераны, бывшие сослуживцы одного из них — Риггса, такие же тренированные убийцы, только в отличие от Мартина, окончательно лишённые каких-либо эмоций. В этом, по словам Палмера, и заключается величайшая ирония фильма: с обеих сторон друг другу противостоят ветераны одной и той же войны, которые в сущности мало чем отличаются. Для своих бывших сослуживцев, Риггс является ренегатом, который перешёл в стан врага — то есть стал на сторону закона.

## Аллюзии

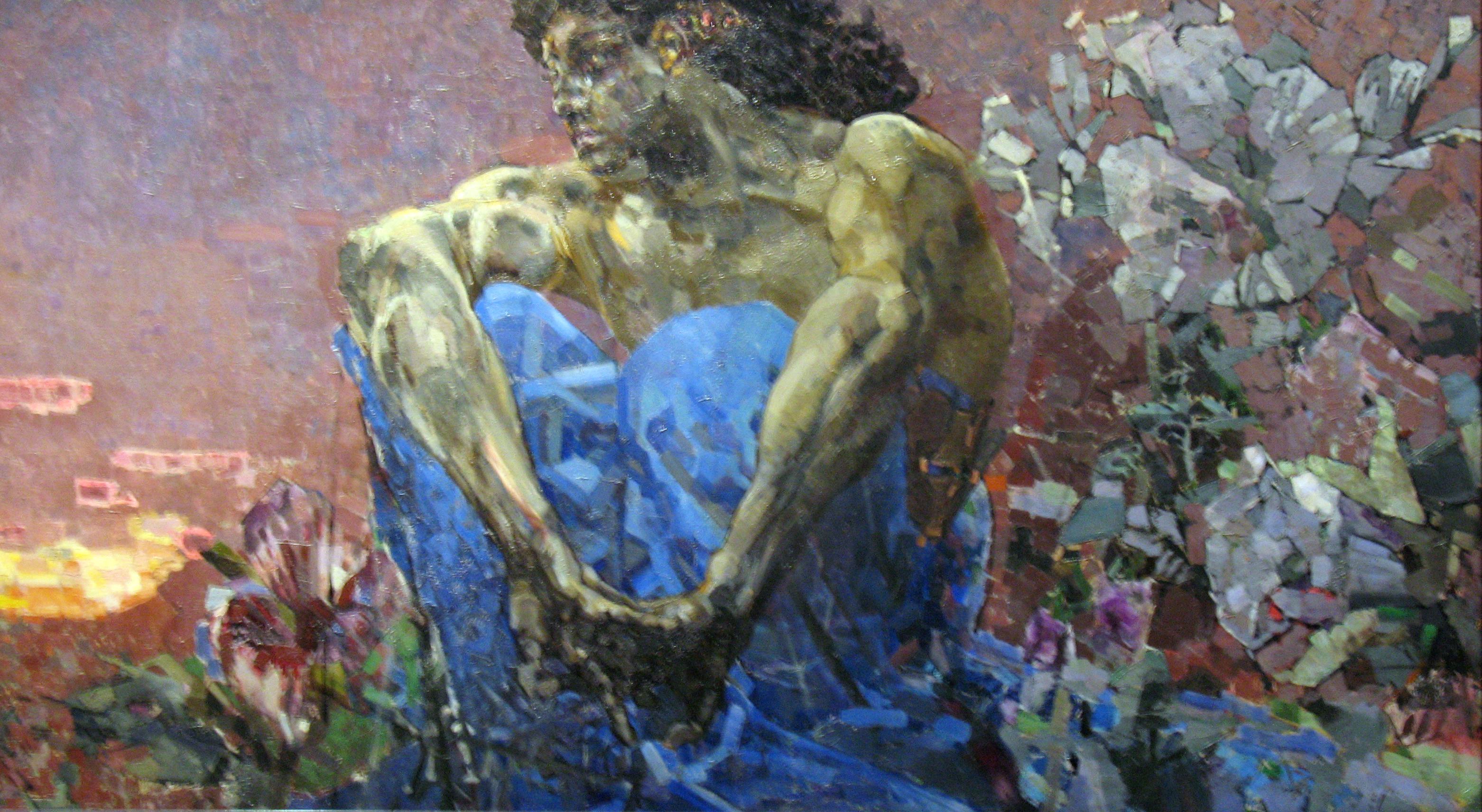
С самого своего возвращения на родину Риггс был поставлен перед выбором: Остаться со своими старыми боевыми товарищами, которые, став однажды на сторону зла, зашли уже слишком далеко, или же открыто порвать с ними, заняв сторону добра: Подразделение спецназа во Вьетнаме служило прикрытием для наркоторговли. Не случайно, что после войны Риггс устроился на работу именно в отдел по борьбе с наркотиками — благо для своей родины всегда превалировало для него над личным благом

Секретное подразделение, в котором нёс службу Риггс, под ширмой элиты вооружённых сил по совместительству являлось перевалочной базой героиновой контрабанды, которая была основной статьёй дохода ЦРУ — их «чёрной кассой», необходимой для финансирования провоенного лобби и продолжения войны, от которой обогащалось очень много высокопоставленных вашингтонских и пентагоновских чинуш.
С самого начала событий показанных в фильме, Риггс находится в центре двойного конфликта, так как он противопоставлен не только своему напарнику, домовитому негру Роджеру Мэрта, но имеет также и доппельгангера — альбинически белого, зловещего незнакомца — мистера Джошуа (Гари Бьюзи), его бывшего сослуживца.
Зеркальное отображение героев и антигероев — Риггса и зловещего мистера Джошуа, Мэрта и генерала МакАллистера (Митч Райан) — является переплетением двух сюжетообразующих линий фильмов «нуар» — во-первых, зеркального отражения персонажей и, во-вторых, прошлого, вторгающегося в настоящее. В данном случае, прошлое — это Вьетнам, и фильм сталкивает между собой образы положительного и отрицательного героя-ветерана.
Во втором фильме присутствует и небольшой лево-популистский антикапиталистический выпад, когда Риггс, перед тем как снести особняк злобных «африканеров», наперёд снимает с себя ответственность за свои планируемые действия, говоря Мэрта: «Сегодня я не полицейский, Родж. Это — личное».
Возвращаясь к его отражению в зеркале, следует обратить внимание на то, что в отличие от типичного антигероя американского кино тех лет — вьетнамца или русского, Джошуа — американец, причём, американец белый до альбинизма. Согласно директору Института трансперсональной психологии Нилу Кингу такой тип антигероя (в данном случае — злого двойника), который кроме «Смертельного оружия» можно увидеть в первых двух частях «Крепкого орешка», а также в фильме «Пассажир 57», выбран создателями ленты из расчёта, чтобы угодить всем нацменьшинствам и избежать обвинений расового или этнического характера. Но тем не менее, даже несмотря на то, что в этих фильмах, антигерои белые как мелованная бумага, они по-прежнему имеют черты иноземца. Это выделяет Джошуа из их среды — как и Риггс он стопроцентный американец этнически, но в нравственно-патриотическом плане (который и является определяющим) они совершенно разные, из-за того, что после войны их дорожки разошлись. Джошуа олицетворяет собой то, во что мог бы превратиться Риггс, не обуздай он своевременно свои жестокие наклонности и не поставь он их вовремя их на службу порядку во благо общества и государства. Происходит незримое противоборство тонкой душевной организации Риггса с его чрезмерным, и, временами, показным мужеством, апогеем которого можно считать поединок с Джошуа, когда Риггс, вместо того чтобы, соблюдая процедурные нормы, просто арестовать подозреваемого и заковав в наручники доставить в управление, совершает некий ритуал мужества и вызывает того на рукопашный бой.
Финальная схватка Риггса и Джошуа, по мнению Лихтенфельда, заслуживает особого внимания, ведь ещё до начала работ над фильмом режиссёр Майкл Доннер заявил, что хочет видеть заключительную схватку из ряда вон выходящей, чтобы лишь укрепить образ главного положительного и отрицательного героев. Кроме того, Доннер заинтриговал зрителей, сказав, что поклонники творчества Джона Уэйна обязательно увидят сходство этой рукопашной дуэли с «Красной рекой», а всё потому, что режиссёр сам является страстным поклонником жанра «вестерн», и в своей работе над созданием фильма он провёл множество времени пересматривая старые вестерны с участием Уэйна. Эта схватка подтверждает анонс фильма о том, что Риггс сам по себе является смертельным оружием, и показывает сколь искусно они оба владеют экзотичными боевыми стилями. В создании этой развязки Доннеру помогал его коллега, Джоэль Сильвер, идеей-фикс которого является каждый раз удивлять зрителей невиданными доселе сценами насилия. Вместе, трое создателей персонажа, его исполнитель, а также постановщик трюков и боевых сцен Бобби Басс, создали эпизод первобытной драки, которая на экране длится около четырёх минут, и одни съёмки которой растянулись на четыре ночи, эта драка сочетает в себе элементы трёх различных стилей боевых искусств:капуэры, а именно ангольской её разновидности, джиу-джитсу и так называемого «джей-эйч-эр» или «тюремного рока».
«Победа над Джошуа, — как убеждена доцент кафедры кинематографии в Университете им. Уильфрида Лорье Филиппа Гейтс, — знаменует собой окончательный отказ Риггса от какой-либо ассоциации с его бывшими боевыми товарищами — он словно бы заявляет им: „Я больше не один из вас. Я ваш враг“, — и утверждает свою способность быть хорошим полицейским, как и его напарник („хорошим“ в смысле: не убивающим каждого встречного правонарушителя). И даря Мэрта свою личную пулю в качестве рождественского подарка, Риггс подтверждает окончание этой внутренней борьбы плохого и хорошего начал».

### Гамлет

«Быть или не быть?», — задаётся гамлетовским вопросом Риггс, молча смотря на припасённую для себя серебряную пулю. Через мгновенье он зарядит её в свой пистолет…

Франко Дзеффирелли, у которого Гибсон сыграл главную роль в его дважды оскароносном «Гамлете» (1990), впоследствии вспоминал, что мысль о том, чтобы взять именно Гибсона на роль Принца датского, пришла к нему после того как увидел немую сцену: Риггса с «Береттой», в трейлере, на тихоокеанском берегу. Он воскликнул: «Да это же Гамлет, этот малец — Гамлет». И действительно, Мартин Риггс «кутит во время чумы», живёт от импульса к импульсу и как никто другой подходит для Гамлета Дзеффирелли, — отмечают научные сотрудники Университета Малаги Хосе Рамон Диас Фернандес и София Муньоз Вальдивьезо. Этот момент принятия своего режиссёрского решения Дзеффирелли впоследствии не единожды вспоминал. Вспоминал, как он увидел Монолог Гамлета в немой сцене, где Риггс, рассматривая собственную пулю, задаётся гамлетовским вопросом «Быть или не быть».
По мнению доцента английского языка и литературы при Университете Небраски Стивена Бюхлера, это вероятно самая сильная сцена во всём фильме — сцена, в которой Риггс, словно встретил Призрак отца Гамлета, завороженно смотрит на свою «Беретту».
«И режиссёр, и сам Мел Гибсон, исполнявший главную роль, независимо друг от друга, позже признались, то ли всерьёз, то ли в шутку, что „Беретта“ была в тот момент заряжена не холостым патроном, как полагается при съёмках, а боевым, и более того — Гибсон знал об этом! В тот момент актёр, как и его персонаж, переживал очередной запой и был как никогда близок к тому, чтобы свести счёты с жизнью прямо перед кинокамерой. Несомненно, это обстоятельство придало достоверности эпизоду, в котором кинематографический Мартин Риггс чуть было не покончил с собой» — убеждена профессор английского языка и литературы Колледжа Синклера Лиза Тайлер.
«Не удивительно, по словам гибсоновского биографа Нила Синьярда, его сходство с Гамлетом, ведь безумство Гамлета, как и психоз Риггса, имеют общую причину — разрушение семьи через утрату близкого человека, у Гамлета — отца, у Риггса — жены. Почти шекспировский конец венчает и вторую часть серии, — когда умирающий Риггс лежит на руках своего напарника и лучшего друга. Разумеется, режиссёр такого масштаба, как Дзеффирелли, мог позволить себе пожертвовать Гибсоном-Гамлетом. «Но Дэнни Гловер себе такого позволить не мог, — иронизирует по этому поводу профессор Калифорнийского университета в Дэвисе Элизабет Дитчман, — поэтому Риггс делает вид, прикидывается, в очередной раз разыгрывая своего напарника». После чего на экран вышли третья и четвёртая часть, соответственно. Как отмечает профессор английского языка и литературы при Университете Дрейка Барбара Ходгдон, Риггс и Мэрта вдвоём чем-то подобны Гамлету и Горацио.

## Общая характеристика персонажа киноведами и правоведами

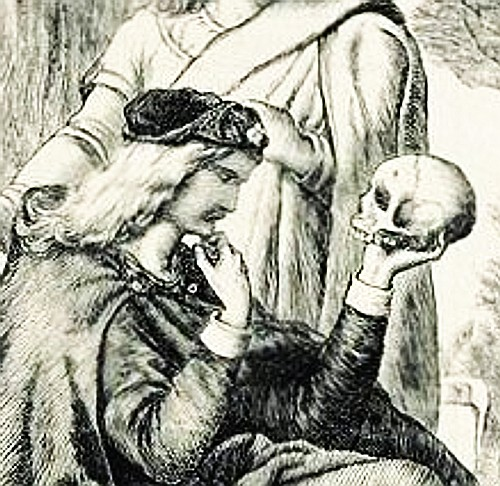
Гамлет

Как пишет в своём обзоре лауреат Пулитцеровской премии, кинокритик Роджер Эберт, напарники гоняются за наркодельцами по всей Южной Калифорнии. Герой Гибсона — сумасшедший с шальными глазами, одетый в обноски, со взъерошенными волосами и в печали — превосходный контрапункт
С того момента как их представляют друг другу как напарников, они ужинают в семейном кругу, убивают несколько человек, выживают после перестрелки в пустыне, воюют против преступников, вооружённых вертолётами и пулемётами, швыряют гранаты, прыгают с крыш зданий, спасают захваченную в заложники дочь Мэрта, проламывают стены машинами, переносят пытки электрошоком, выпивают по пиву и чинят движок катера Мэрта, и всё это — меньше чем за сорок восемь часов. Причём, насилие, по мнению Эберта, здесь приобретает сюрреалистический, малозначимый характер, который не влияет на энергетику происходящего на экране.
Ещё один пулитцеровский лауреат, кинообозреватель газеты «Washington Post» Стивен Хантер обращает внимание на обстановку фильмов: это не тот мирок жуликов и полицейских, что в фильме «48 часов», но поистине ладлэмовский заговор бывших спецназовцев под командой харизматичного генерала МакАлистера. И этот заговор настолько масштабен, что начиная с периферии — ЦРУ, и до околиц — какого-нибудь каб-скаутского клуба где-нибудь в Херндоне — все «в теме». Ну и мозговыносящая развязка, когда Риггс швыряет в сторону свою «Беретту» и сходится в рукопашной с Джошуа на лужайке у Мэрта. «Это, кажется, излишне», — иронизирует Хантер. Сами персонажи, Мэрта — консервативный семьянин, краеугольный камень стабильности, носящий спортивную куртку с вышивкой «в ёлочку» под галстук в полосочку. Риггс — полный переклин-перекос, словно бы материализовавшийся из «Весёлых мелодий». Одного взгляда достаточно чтобы понять: он — проблема. Шальные глаза, как у мартышки за роялем, причёска — такая, будто бы её нарисовал Джексон Поллок, джинсы в обтяжку, мятая рубаха, ковбойские сапоги и бейсболка — такой вот простой американский суицидник. Со своей «Береттой» он готов превратить вселенную в швейцарский сыр. И выбор «Беретты» тоже не случаен, как и «Смит-Вессона» 38 калибра, который подчёркивает консерватизм Мэрта.
Они жужжат, урчат и ссорятся как Оскар и Феликс, бьются друг с другом как Джордж и Марта, твистуют как Стэн и Олли. Но в то же время они проявляют заботу друг о друге, как никто другой, — привязанность ощущается в их жестах, даже в перебранках и задиристости. Цельность повествования здесь принесена в жертву, его место занял общий эмоциональный заряд фильма — если с точки зрения логики сюжет шит белыми нитками, то с точки зрения эмоций — всё чётко. О третьей части серии Хантер предпочёл быть кратким: «Дэрилу Гейтсу такое бы точно понравилось».
Суицидальной машиной убийства называет Риггса профессор английского языка и литературы при Университете Пердью Уильям Палмер. После объединения усилий с другим ветераном — Мэртой — улицы Лос-Анджелеса заполняются трупами, и всё больше напоминают Хюэ во время Тетского наступления. «Если бы Мо Ховард, главный из Трёх балбесов, был бы психом с „Магнумом“ и пулемётом, то его определённо звали бы Мартин Риггс. Живущий между состоянием ступора и вспышками агрессии, — пишет лос-анджелесский кинокритик Джизрил Лэнг, — Риггс поначалу пребывает в постоянных препирательствах со своим новым напарником — чернокожим детективом Роджером Мэрта, но постепенно начинает привыкать к нему, и даже становится другом семьи Мэрта, в которой находит для себя пристанище. До того момента, Риггс — это человек, готовый спустить курок и свести счёты с жизнью в любой момент». Немецкий искусствовед, завкафедрой истории искусства Дрезденского университета Юрген Мюллер называет тандем Риггс—Мэрта одинокими борцами за справедливость и друзьями не разлей вода.
По мнению профессора  Датского колледжа в Небраске Джона Лайдена, вся юмористическая составляющая фильмов строится на контрасте между ними, что в общем-то характерно для жанра приятельского фильма. Почти весь первый фильм, герои спорят друг с другом о правильном подходе к жизни, и к полицейской работе. Многие кинокритики были едины в мысли, что их партнёрство очень символично, и оба персонажа дополняют друг друга, и Мэрта уравновешивает Риггса. "Риггс является архетипичным представителем абсурдно-нигилистически-воинственного жанра, как и подобает архетипичному герою, находится в поисках утраченного счастья. Он находит это счастье в семье Мэрта, становясь чем-то средним между другом семьи и членом семьи. Несмотря на свою бездуховность, Риггсу не чужды такие понятия как семья и дружба, справедливость и долг, и по-своему, он даже испытывает рождественскую печаль, хоть и не признаётся в этом открыто, прикрываясь своими богоотступническими выражениями. И хотя у него нет чёткого плана самоидентифицикации в окружающем мире и нет всеобъемлющего понимания цели своего существования, у него определённо есть нравственные ценности, " — убеждён Фред Бёрнетт.
Как отмечают почётный профессор философии Колледжа Морнингсайд Дж. Шелтон Лоуренс и профессор Гейдельбергского университета Роберт Джувитт, шатания Риггса между «валянием ваньки» и маниакальной яростью привлекали повышенный интерес у зрителей ко всем четырём фильмам серии. Риггс архетипично мономифичен в своём естественном облике.
Как отмечается в обзоре, подготовленном журналом «Maxim», 96 % кинематографических и театральных персонажей — полицейских, о которых пишет журнал, не чисты на руку. Риггс и Мэрта относятся к 4 %, что они убедительно доказали, попав в контейнер битком набитый тысячедолларовыми банкнотами, при том, что одной пачки хватило бы престарелому Роджу на четыре года учёбы его отпрысков в колледже.
Риггс и Мэрта пытаются превратить Америку в безопасное место для всех рас и народов. У них слишком много забот, чтобы ещё обращать внимание на цвет кожи — создатели фильма «Убить пересмешника» (1962) о таком только мечтать могли. В обзоре «Maxim» не обойдён стороной и гамлетовский эпизод: так, до выходы на экраны «Смертельного оружия», киношные полицейские всячески скрывали свои эмоции. Всё поменялось, когда Риггс вставил дуло себе в рот.
Схема действий Риггса построена по принципу «сначала стреляю, вопросы потом», для него характерно наплевательское отношение к процедурным моментам, в частности, к соблюдении прав подозреваемого при проведении допроса. «Насколько точным является такое изображение американского полицейского детектива?» — задаётся вопросом декан факультета криминологии и уголовного процесса при Университете Массачусетс—Ловелл д-р Ларри Сигель. — «Не совсем точным или, скорее, совсем не точным», — отвечает он, — «современный детектив — это не закалённый в боях военный, а скорее хорошо обученный гражданский служащий-криминалист, который, по крайней мере, соблюдает осторожность при проведении следственных мероприятий, и в состоянии оценить всю полноту правовых последствий его действий».
Нельзя, однако, говорить о том, что персонаж не претерпевает изменений за четыре фильма. Так, в первом фильме, движущей силой для Риггса является так называемый «инстинкт смерти», который постепенно исчезает после того, как Риггс обретает новую семью — семью своего коллеги Мэрта. Его, если можно так выразиться, «усыновляют». После этого, его поиски самого себя заканчиваются, и с каждым новым фильмом он становится всё мягче и добрее. И хоть он по-прежнему всё тот же жёсткий полицейский, но уже без суицидального блеска в глазах. "К третьему фильму, — как подметил замредактора газеты «Accent» Эрик Рис, — он становится похожим уже не на психопата с оружием, а на хохмача, с маниакальными замашками, жующего собачий корм, и не признающего «правило Миранды», словом, ходячий пример полицейской жестокости. А в четвёртом фильме, Риггс, — как отмечает кинообозреватель Кори Хэмблин, — уже начинает петь ту же «песню», что и Мэрта: «Я слишком стар для этого …»

## В сравнении с персонажами классической литературы и боевика
«Типаж Риггса несёт в себе многочисленные черты традиционного фольклорного героя. Он просыпается каждое утро с гамлетовским вопросом „Быть или не быть?“ — абсурдный герой Камю живущий в пост-ницшеанском мире, Сизиф в современном обличье», — пишет Фред Бёрнетт. «Опора на собственные силы и стремление стать над законом превращают его в байронического героя», — убеждена профессор английского языка и литературы при Калифорнийском университете в Фуллертоне, одна из ведущих американских исследователей трудов лорда Байрона Атара Штайн.
«Кинематографический приём — сделать партнёрами белого и „цветного“ — уходит корнями в классическую приключенческую литературу XIX века, к куперовским, твеновским и мелвиллевским персонажам. От этого дуэт Риггс—Мэрта получился просто выдающимся», — убеждён декан факультета искусств Миссурийского университета Ричард Шварц.
Риггса нельзя назвать «суперменом», ведь в отличие от Супермена, который в ходе борьбы со злом никого не убивает, Риггс убивает часто и много, отчего его прозвище «смертельное оружие» звучит вполне заслуженным. У Супермена все установки просты: он всегда на стороне добра, бьётся за правду, справедливость, и за «американский образ жизни». Тяжело себе представить Супермена, который матерится, дымит как паровоз, питается отбросами, и убивает безо всякого разбора, а ведь таков весь Риггс. Он сложный и далеко не однозначный персонаж, со своим пониманием справедливости. Не имея сверхъестественных способностей, он полагается лишь на свои собственные силы.
Доцент кафедры социологии Вашингтонского университета Кэтрин Беккетт и завкафедрой социологии Миддлбери-колледжа Теодор Сассон, в своём коллективном труде отмечают, что в отличие от «Грязного Гарри» (1971), «Блюстителя закона» (1977), «Жажды смерти 2» (1982) и комедийного детектива «Полицейский из Беверли-Хиллз» (1985), где стражи порядка показаны как профессионалы, которые стеснены узкими рамками закона и политиканским начальством, шарахающимся от собственной тени, в фильмах серии «Смертельное оружие» они предстают как супермены, которые просто обязаны нарушить служебные инструкции, попутно наплевав на гражданские права и свободы всех и каждого, для того чтобы выполнить свой полицейский долг.
В четвёртом фильме их обоих наконец повысили до звания капитана, чтобы таким образом убрать с улицы, ведь их тактика борьбы с преступностью слишком дорого обходится лос-анджелесскому городскому бюджету.
Как уже отмечалось выше, за четыре фильма персонаж претерпевает изменения. Но отдельные черты его типажа, изменяясь в деталях, продолжают являть собой одну и ту же картину. Так, например, меню Риггса постепенно «развивается», от картошки по-французски к картошке по-чилийски и к собачьим пече́нькам. В этом, по мнению Эрика Лихтенфельда, несомненное сходство с «Французским связным», «Грязным Гарри», «Слежкой» — где главные герои питаются разными «отходами», хотя в определённом смысле и он в чём-то уникален, по-своему самобытен. «Очеловечить сверхчеловека» — так можно условно назвать ту задачу, которую поставили перед собой создатели персонажа, ведь какой ещё герой боевика до него всерьёз размышлял о самоубийстве?
Образ честного стража порядка, переживающего смерть жены или развод, опустившегося или опускающегося на дно жизни, позже будет воплощён в нью-йоркском полицейском Джоне Макклейне (Брюс Уиллис) из пенталогии «Крепкий орешек» и в чернокожем экс-полисмене Джоне Каттере (Уэсли Снайпс) из боевика «Пассажир 57». Такие герои как Макклейн и Риггс, по мнению Филиппы Гейтс, олицетворяют собой идеализированный образ американского мужчины как жёсткого, а порой и жестокого, крепкого и полагающегося лишь на свои собственные силы, и, конечно же, победоносного.
По мнению Джона Лайдена, Риггс импонирует зрительской аудитории своей готовностью переступить закон ради самого закона — так называемый «ковбойский парадокс». Этот же закон жанра «вестерн» точно так же распространяется на «крепкого орешка» Джона Макклейна. «И эта тонкая грань между беззаконием и преступлением закона во имя закона, — как отмечает профессор права Мичиганского университета Уильям Йен Миллер, — отделяет Риггса от другого персонажа этого жанра — Уильяма Фостера (Майкл Дуглас) из фильма „С меня хватит!“ (1993)». Как и у Макклейна, у Риггса полный бардак и неустроенность в личной жизни, с той разницей что ирландец Макклейн убивается не из-за развала семьи, а от того, что его жена более успешна в карьерном плане, чем он. У этих кинофраншиз гораздо больше сходства, чем может показаться на первый взгляд — в обоих имеет место заговор наёмников и наркобаронов, зловещий южноафриканский политбомонд (в «Орешке» ЮАР противопоставлена Европа, что по сути ничего не меняет, так как в глазах рядового американского зрителя они выглядят одинаково враждебными местами, чему способствует сходство зюйд-африканских «бланков» под руководством дипломата-оборотня Арьена Радда и «арийских» бандитов с «евро-злодеем» Гансом Грубером во главе — у тех и других характерные, сверхаккуратные причёски); в обоих имеет место торжество белого героя и его чернокожего приятеля над силами зла, но не благодаря государственным правоохранительным структурам, а вопреки им — и там, и там, вся остальная полицейская махина пробуксовывает.
Потому как детективные герои уже более не имели необходимости быть похожими на Джона Макклейна или Мартина Риггса, детективный жанр, по мнению Филиппы Гейтс, лишился образа крепкого белого мужика-работяги — героя стреляющего во всё что движется, но при этом обогатился новыми типажами, главным образом, хилыми телом и духом, зато сильными своим интеллектом в достаточной степени для того, чтобы привлечь к ответственности преступников, которые также продвинулись на более высокую ступень развития.
«В своей готовности перейти грань Риггс имеет сходство с другим вымышленным ветераном Вьетнама — бойцом SEAL, капитаном Томасом Магнумом (Том Селлек), который после демобилизации также стал на стезю борьбы со злом, только не в рядах полиции, а в частной детективной практике», — об этом пишут в своей работе профессор культурологии при Бостонском колледже Мерилин Мательски и завкафедрой театрального искусства Бриджуотерского университета, профессор Ненси Линч Стрит. По их мнению, из этой же плеяды и бойцы «команды „А“», которые также действуют вне правового поля, сами будучи при этом в бегах от военной полиции.

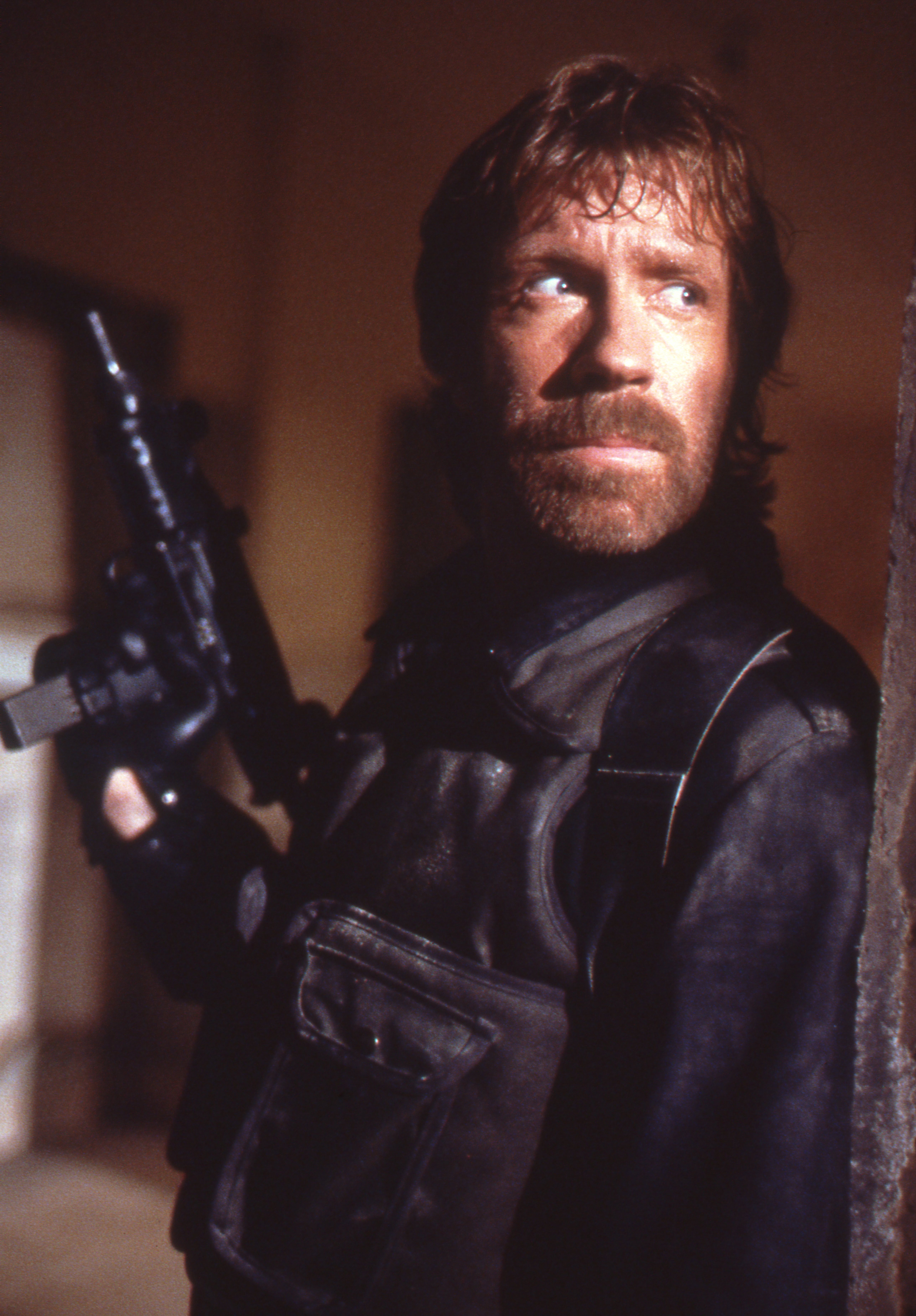
Chuck Norris, The Delta Force 1986.jpg

«В нём также можно усмотреть много сходства с персонажами Чака Норриса — достаточно вспомнить анонс к фильму „Око за око“, повествующему про Шона Кейна, полицейского из Сан-Франциско: „Чак Норрис не нуждается в оружии. Он сам — оружие“.  А теперь сравним с: „Гибсон — единственный лос-анджелесский полицейский, зарегистрированный как смертельное оружие“. Опять же, сходство с Норрисом проявляется и во вьетнамском прошлом персонажа, достаточно вспомнить скольких ветеранов Вьетнама непобедимый Норрис воплотил на экране. Впрочем, в то время это амплуа было довольно популярным, и говорить о сильном влиянии Норриса здесь нельзя, — убеждён Эрик Лихтенфельд. — В персонаже Риггса, есть немного и от Рэмбо, как например эпизод с пытками электрошоком. Это вообще характерно для всех ролей Гибсона, даже для вполне „мирных“ фильмов — везде и всюду персонажи Гибсона подвергаются пыткам и мучениям. Опять же, эхо войны — шрамы по всему телу Риггса, отсылка к Рэмбо».
Очень выразительны, по мнению Лихтенфельда, мимика и жесты Гибсона, и особенно его способность подлинно передавать своё внутреннее состояние одним лишь взглядом, так, например, когда Мэрта приводит Риггса к себе домой и знакомит с семьёй, тот растроганный, стеснительно топчется у порога, жмётся в неуверенности и прячет глаза. В сценах насилия и перестрелок они меняются ролями — излучающая уверенность, спокойная походка Риггса под пулями, и мёртвый взгляд в застывших глазах контрастируют с подсознательным страхом Мэрта, который считает дни до пенсии и думает о том, только бы выжить с таким напарником. «В этом взгляде, — убеждён Лихтенфельд, — в этих глазах и есть отличие Риггса от других героев боевика тех лет, от накаченных-перекачанных персонажей Сталлоне и Шварценеггера».
Присутствует и ненавязчивая отсылка к «Одинокому рейнджеру», когда Риггс дарит серебряную пулю Райанн — спасённой дочери своего друга, пулю, которую он когда-то берёг для себя.
Отдельные черты Риггса усматривают даже в спецагенте Джеке Бауэре из сериала «24». Ассоциации, опять же, можно продолжить, найдя сходство Риггса если уж не со Сталлоне/Шварценеггером, то с тем же Чаком Норрисом во «Вторжении в США» (1985) или «Отряде „Дельта“» (1986). А можно и дальше продолжить ряд по восходящей — до Брюса Ли и Чарльза Бронсона. Находить сходство в этих и подобных им сюжетных линиях можно до бесконечности, сути это не меняет — настолько схожими и предопределёнными являются сюжетные линии жанра боевик.

## Среди других актёрских работ Мела Гибсона

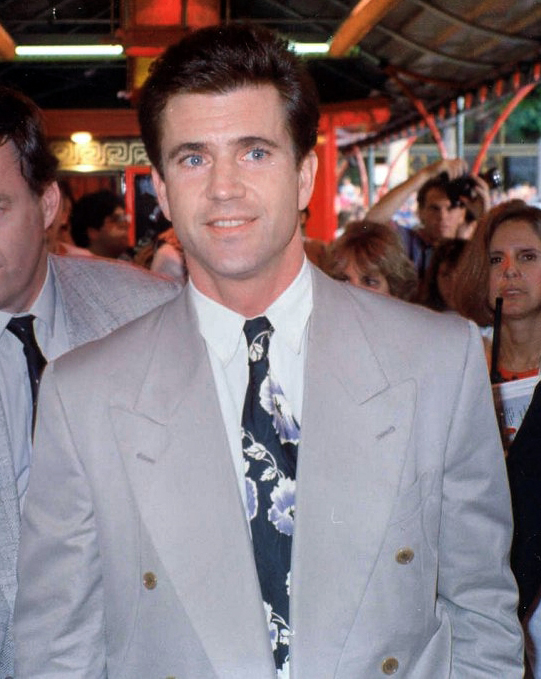
Гибсон в 1990 году

Киноисторик, доцент кафедры культурологии Университета Де Пол Майкл Де Анжелис отмечает, что изображение Гибсоном на экране забулдыжного вида стража правопорядка согласуется с его амплуа борца за семейные ценности, так как продолжает и дополняет собою собирательный образ его киногероя — человека, потерявшего семью, и его Мартин Риггс есть не что иное, как Макс Рокатански, из постапокалиптической Австралии перенёсшийся в Лос-Анджелес восьмидесятых, а образ напарников по оружию имеет немало общего с «Галлиполи». Как и подобает белому киногерою рейгановской эры, он спасает дочь своего лучшего, чернокожего друга из лап белого наркобарона и его сообщников, чем восстанавливает обычный патриархальный порядок в своей приёмной семье. Что немаловажно, Риггс в отличие от других героев кинобоевика восьмидесятых, не считая начальной сцены в его доме-трейлере, не светит своим голым торсом и бицепсами направо и налево, если ему и приходиться бы́ть раздетым, то лишь для сцен пыток, а не для того, чтобы польстить самолюбию Гибсона. Это вообще характерно для последнего, ведь в предыдущих фильмах он не расставался с одеждой. Идеи фильма идеально вписывались в политический климат 1980-х, и если в «Безумном Максе», снятом в Австралии, преступники были движимы банальным инстинктом самосохранения, таким же самым как у главного героя, что сильно затрудняло какую-либо криминологическую дифференциацию между ними — и главный герой и антигерои в том фильме по сути своей преступники. В «Смертельном оружии», снятом в Соединённых Штатах, всё иначе: если что-то и движет преступниками, так это страсть наживы — отвратительная для рядового американского зрителя восьмидесятых, и лишь проводящая контраст между «плохими» парнями и «хорошими», к коим и относится Риггс. Из той же рейгановской оперы — беззаветная служба Риггса национальным интересам. Он сразу же предаёт своих вчерашних сослуживцев, с которыми вместе воевал во Вьетнаме, когда узнаёт, что те использовали войну лишь как ширму для своих наркоперевозок и набивания кармана. В их подразделении, ставшем теперь маленькой, но чрезвычайно хорошо подготовленной частной армией зловещего генерала Питера МакАллистера, как и прежде, превыше всего стоит преданность и готовность без колебаний выполнить любой, даже самый бессмысленный, приказ (что недвусмысленно отражено в девизе их подразделения, вытатуированном у Риггса на правом плече: «От нас не уходят»), в то время как Риггс, в угоду тогдашним общественным идеалам, превыше всего ставит преданность своей родине.
Эта ситуация, как отмечает доцент кафедры телевидения и радиовещания Университета Сан-Франциско Брентон Дж. Малин, несколько изменилась во время правления Билла Клинтона, что в определённой степени коснулось и персонажа Риггса — с него сошёл налёт его пролетарского прошлого, он остепенился, преобразился из психопата-одиночки в нечто вроде штатного комика в полицейском управлении, и даже возвратился на давно заброшенную стезю семейного человека, но преданность родине так и осталась во главе угла.
«Гибсон, — как пишет обозреватель „Ярмарки тщеславия“ Стивен Шифф, — как и подобает первоклассному актёру, к тому же и поразительный реактёр, и зрители, которые смотрят за неподвижностью Риггса, словно бы окунаются в вакуум, как вдруг тот „взрывается“ действием, и вся аудитория тоже невольно привскакивает на своих местах вместе с ним, что в общем-то добавляет реальности в образ народного героя — человека, ничем особым не выделяющегося на фоне прохожих».
«У Риггса присутствует присущий почти для всех ролей Гибсона образ мученика, — уверен доцент кафедры религиоведения Университета Северной Каролины Кент Бринтнелл, — и этот образ, как и у его кино-предшественника — „безумного“ Макса, проявляется в утрате семьи и связанных с этим душевных страданиях, а также в физических пытках главного героя. Макса преследуют, в него стреляют, колют и режут, переезжают мотоциклом, и ко всему прочему делают хромым уже к концу первого фильма. Риггс, в дополнение к суицидальным попыткам, получает почти то же самое: в него тоже стреляют, избивают, вешают на крюк для мяса, сбивают машиной, и пытаются утопить».
Пустота в душе, образовавшаяся со смертью жены, явилась стимулом для той отчаянной ярости и смертоносной тактике ведения расследования (часто — незаконными методами). В дальнейшем формула «Погибла жена — буду мстить всем без разбору» появляется и в других фильмах с Гибсоном, таких как «Храброе сердце» (1995) и «Патриот» (2000), где героический шотландский горец Уильям Уоллес и южно-каролинский минитмен Бенджамин Мартин пройдут через то же горнило, что и лос-анджелесский полисмен Мартин Риггс, но акцент сместится с правоохранительной на бунтарскую, антиправительственную деятельность, то есть останется та же самая схема действий, только с иным вектором приложения силы: «Буду мстить. Властям в первую очередь».
Как считает профессор истории искусства при Университете Невады Джоанна Фрюэ, погибшая жена, как одна из констант этой формулы, призвана подчеркнуть мужественность самого героя и укрепить мужскую дружбу (Уоллеса и его во́йска, Мартина и революционного ополчения, Риггса и его напарника). Немного особняком, в этом плане, стоят Портер из «Расплаты» и Макс из одноимённой трилогии, но зато их всех вместе взятых объединяет некая «бесприютность», образ бездомного скитальца, в одинаковой степени характерный для персонажей Гибсона, как и формула мести за погибшую жену. К слову сказать, всем перечисленным героям Гибсона, и мятежным Уоллесу с Мартином, и Риггсу, несмотря на их бунтарский характер, не чуждо и стремление к нормальной человеческой жизни.